# Estany Cloto
|  | No s'ha de confondre amb Estany Clot. |

L'Estany Cloto és un llac que es troba en el terme municipal de la Vall de Boí, a la comarca de l'Alta Ribagorça, i dins del Parc Nacional d'Aigüestortes i Estany de Sant Maurici.

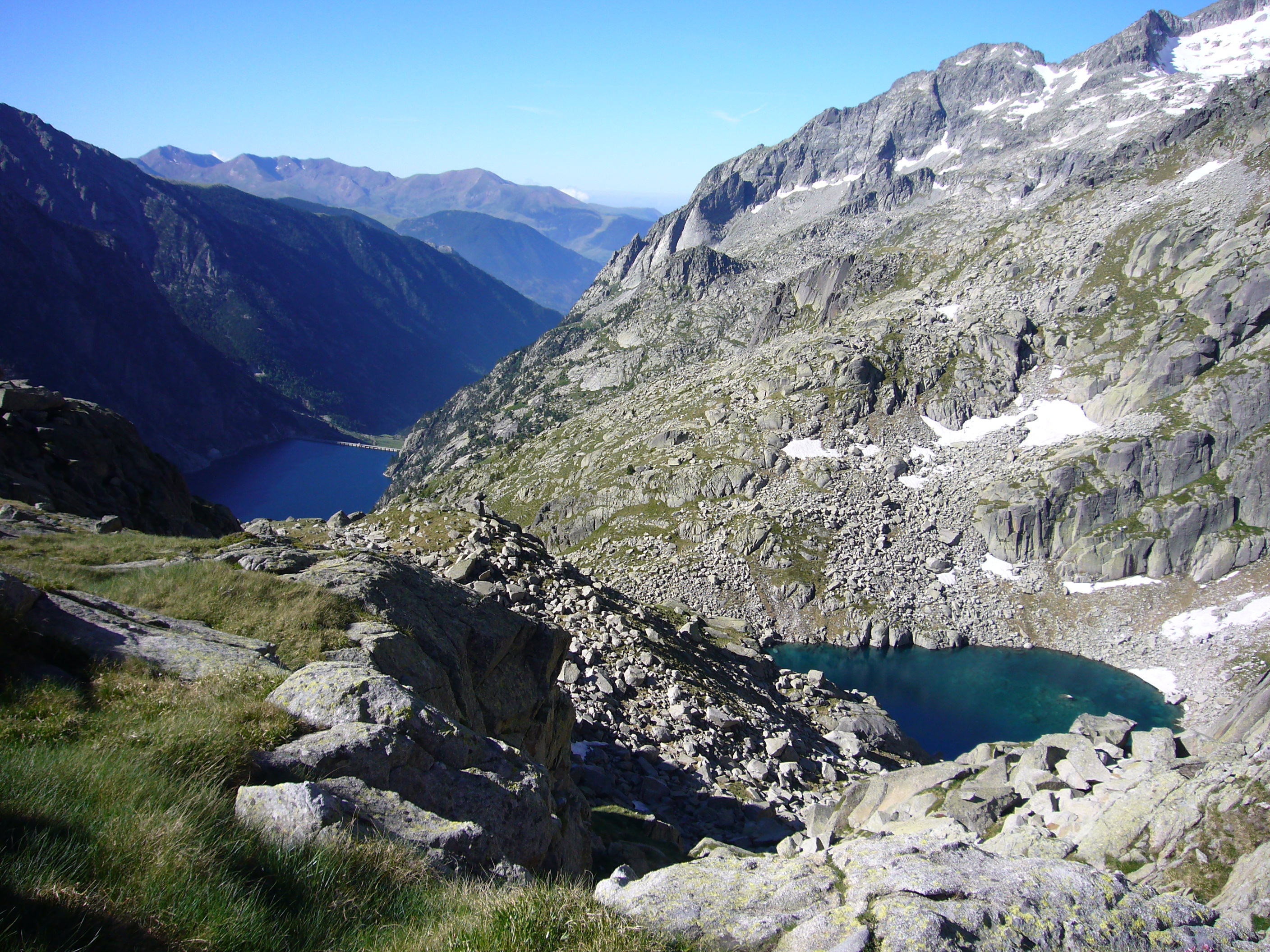
Estany Cloto i Pantà de Cavallers.

El nom prové del grec, «"kloptós", amagat, per la situació de l'estany».
El llac, d'origen glacial, està situat a 2.325 metres d'altitud, a la Capçalera de Caldes. Enclotat als peus de la Punta d'Harlé (O), el Pa de Sucre (NO) i el Tuc de Roques Negres (E). Drena al sud-est, al barranc que baixa cap a les Llastres de la Morta, al nord del Pletiu de Riumalo.

## Rutes[3]
Hi ha diverses possibilitats. Les més habituals són:
- Per el desguas de l'Estany de Tumeneia de Dalt i vorejant pel sud el Tuc de Roques Negres.
  - Ja sigui sortint des del Refugi Joan Ventosa i Calvell, via la riba meridional de l'Estany de Travessani i l'Estany de Tumeneia de Baix.
  - O anant a trobar aquest camí des del Pletiu de Riumalo, pels barrancs de les Llastres i de l'Estany de Tumeneia de Dalt.
- Una altra via surt del Pletiu de Riumalo i puja directament pel barranc de l'Estany Cloto.